# Liste des évêques et archevêques de Vienne (France)
Pour les articles homonymes, voir Liste des archevêques de Vienne.
La liste des évêques puis archevêques de Vienne recense le nom des évêques qui se sont succédé sur le siège épiscopal, puis archiépiscopal de Vienne, dans la région historique du Viennois (Dauphiné), dans l'actuel département de l'Isère, en France. Vienne est le siège de l'archevêché.
Fondé vers la fin du IIIe siècle - début du IVe siècle, attesté en 314, le diocèse devient un archidiocèse lors du synode de Francfort, en 794. Il a été supprimé en 1790 par la Constituante, pour être partiellement rattaché à l'évêché de Grenoble. Le premier évêque de Vienne serait, selon la tradition, puisque son existence n'est pas confirmée, Saint Crescent (sancti Crescentis apostoli Pauli discipuli, Viennensis ecclesiae primi doctoris), vers 160. Toutefois, le premier évêque attesté est Vère (Verus), présent lors d'un concile en 314.

## Les sources
Plusieurs sources présentent la liste des évêques, puis des archevêques de Vienne. Les auteurs spécialisés de la région, les chanoines et historiens Ulysse Chevalier (1841-1923), puis Louis Duchesne (1843-1922), ou encore l'archéologue André Pelletier (1937-) énumèrent l'existence des trois principaux documents anciens : le catalogue d'Adon, les faux privilèges (fabriqués vers l'année 1060) et le Livre épiscopal de l'archevêque Léger (vers le milieu du XIe siècle).
Chevalier donne un inventaire des différents travaux d'auteurs permettant l'établissement d'une liste depuis les premiers anonymes du VIIIe siècle jusqu'à la publication de sa Notice chronologico-historique sur les archevêques de Vienne (1879). Il répertorie ainsi « les noms de 126 prélats qui auraient occupé ce siège ; sur ce nombre il faut en retrancher 4, dont la présence ne peut soutenir l'examen ; 10 autres ne peuvent pas être considérés comme élus canoniquement ».

### Lecatalogue d'Adon(IXesiècle)
Le catalogue produit par l'évêque Adon de Vienne (799-875) fait partie de la Chronique qu'il a rédigée et où il présente les origines du monde jusqu'à l'année 867. L'historien Louis Duchesne (1894) considère qu'Adon a pu disposer d'un catalogue antérieur,. Toutefois, cette œuvre sert à Adon à légitimer l'Église de Vienne, notamment à travers « l'homonymie entre le nom du premier évêque, Cresens, et celui du disciple de Paul, qui prêcha en Galatie et non en Gaule » (Pelletier, 2001).
Duchesne (1894) souligne qu'il s'agit de « La plus ancienne forme de l'histoire épiscopale de Vienne [...] dont le texte ne nous est pas parvenu, il est vrai, à l'état isolé »,. Ce catalogue, que le chanoine Duchesne considère « comme un document sérieux, tenu à jour depuis plusieurs siècles », présente ainsi une liste de 48 noms d'évêques (voir ci-après), pour lesquels il observe que « 14 seulement sont inconnus d'ailleurs ». Duchesne précise cependant « On ne peut malheureusement en dire autant des déterminations chronologiques ». Il poursuit son analyse « En somme, jusqu'à Eoldus et au temps de Charles-Martel, la chronique d'Adon n'a guère de valeur, pour l'histoire de l'église de Vienne, que par le catalogue épiscopal qu'elle contient. Ce que l'auteur a ajouté à ce catalogue est ou faux, ou connu d'ailleurs. »
1. Crescens
2. Zacharias
3. Martinus
4. Verus
5. Iustus
6. Dionysius
7. Paracodes
8. Florentinus
9. Lupicinus
10. Simplides
11. Paschasius
12. Claudius
13. Nectarius
14. Nicetas
15. Mamertus
16. Isicius
17. Avitus
18. Iulianus
19. Domninus
20. Pantagathus
21. Isicius
22. Namatus
23. Philippus
24. Evantius
25. Verus
26. Desiderius.
27. Domnolus
28. Aetherius
29. Clarentius
30. Sindulfus
31. Hecdicus
32. Chaldeoldus
33. Dodolenus
34. Bobolinus
35. Georgius
36. Deodatus
37. Blidrannus
38. Eoldus
39. Eobolinus
40. Austrobertus
41. Wilicarius
42. Bertericus
43. Proculus
44. Ursus
45. Vulferi
46. Beroardus
47. Aglimaruus
48. Ado

Enfin, Duchesne conclut : « Encore faut-il noter que les n° 1, 5, 6, 7, 11, 29, 35, 36, figurent au martyrologe d'Adon, ce qui suppose très probablement une tradition de culte préexistante. Il reste donc seulement 6 noms, les n° 2, 31, 33, 34, 39, 43, pour lesquels aucune tradition ne nous a été conservée en dehors du catalogue, soit par Adon lui-même, soit par d'autres voies. »

### Lesfaux privilèges(v.XIesiècle)
L'ensemble documentaire appelé les faux privilèges est constitué d'« une série de trente lettres adressées par les papes aux évêques de Vienne »,. Les différents spécialistes ont démontré qu'il s'agit d'une correspondance apocryphe, qui semble avoir été créée sous les auspices du pape Calixte II, ancien archevêque de Vienne,.
Duchesne souligne, et à sa suite Pelletier, « cette liste est en général d'accord avec le catalogue épiscopal antérieur à Adon, et même avec la chronologie introduite par celui-ci. ».

### LeLivre épiscopalde l'archevêque Léger (v.XIesiècle)
Léger, archevêque de Vienne (1030-1070) rédige, vers le milieu de son archiépiscopat, un livre qui s'inspire du catalogue d'Adon,. Léger se place ainsi au 61e rang dans son catalogue, alors que le livre épiscopal ne lui assignait que le 56.
René Poupardin (1901) rappelle que le texte « dans sa forme primitive » a été perdu, « mais ses brèves notices ont été découpées et arrangée selon l'ordre du calendrier dans la compilation intitulée Hagiologium Viennense ». Cette compilation — Hagiologium Viennense, Liber episcopalis ou Catalogue épiscopal de Vienne attribué à l'archevêque Léger) — a fait l'objet d'une publication par Ulysse Chevalier,. Duchesne (1894) présente ce Livre épiscopal, reconstitué selon sa forme primitive.
Le Livre épiscopal sert de base à l'élaboration de la liste Series episcoporum Viennensium, qualifiée par Poupardin de « document sans grande valeur et interpôlé ».

## Les évêques, puis archevêques

### Évêques de la période romaine
Cette première liste reprend la présentation traditionnelle d'Adon de Vienne, complétée ou amendée notamment par les travaux de Chevalier (1879), Duchesne (1894) ou encore Lucas (2018).
L'historicité de ces premiers évêques est attestée seulement pour ceux dont il reste les traces de souscriptions aux conciles ou encore de la correspondance,, relevée entre autres par le Regeste dauphinois (1912). Ainsi les trois premiers évêques donnés sont légendaires, aucune source ne vient confirmer leur existence en tant qu'évêque,.
| Dates mentions  | Nom(s)                                                 | Éléments biographiques (célébration) |
| --------------- | ------------------------------------------------------ | --- |
| v. 160 (?)      | Saint Crescent (Crescens) ,                            | Existence douteuse,. Donné par Abon sous le règne de l'empereur de Néron. Célébré le 27 juin (Bollandistes), mais le 15 juin, au XIIIe siècle (ms. CP 601). |
|                 | Saint Zacharie (Zacharias, hiéromartyr),               | Existence douteuse,. Selon la légende, il aurait été ordonné par le précédent (Chevalier). Célébré le 27 mai (Bollandistes). |
|                 | Saint Martin (Martinus, hiéromartyr),                  | Existence douteuse,. Le site du Diocèse de Grenoble-Vienne indique à son propos « fin du IIIe siècle, Martin est le premier évêque de Vienne connu ». Célébré le 1er juillet, ainsi que tous les évêques de Vienne dans le cadre du diocèse de Grenoble-Vienne. Cette ancienne fête collective avait pour titre, dans l'ancien diocèse, « Fêtes des saints évêques de Vienne », était instituée le 3 novembre. Marqué le 11 mai, au Martyrologe hiéronymien. |
| v. 314          | Saint Vère/Vére, Ver (Verus),                          | Présent au concile d’Arles (314),. Chevalier (1879) mentionne trois Saint Vère. Le premier qui aurait reçu une lettre du pape Pie Ier (v. 140-v. 154), ce document est cependant mis en doute. Chevalier mentionne un Saint Vère II, dans sa liste à la suite de Saint Simplide, présent au Concile d'Arles (314). Célébré le 1er août (Bollandistes et au XIIIe siècle, ms. CP 601).                                                                        |
|                 | Saint Just/Juste (Iustus, Justus, hiéromartyr),        | Martyrisé v. 177/178. Célébré le 6 mai (Bollandistes). |
|                 | Saint Denys (Dionysius),                               | Mention dans le Regeste dauphinois (vers 190/194 ou 189/v.199, 197). Célébré le 1er juillet. Il était fêté le 9 mai (Bollandistes). |
|                 | Saint Paracode (Paracodes/Paragode, hiéromartyr),      | Martyrisé v. 239. Célébré au 2 janvier (Martyrologe d’Adon), au XIIIe siècle ou 1er janvier. |
| v. 374          | Saint Florent/Florentin Ier (Florentius, hiéromartyr), | Attesté concile de Valence,. Chevalier mentionnait deux Florent, le premier martyrisé v. 253 et le second comme ayant souscrit au concile de Valence (374). Célébré le 3 janvier, indiqué à cette date dans le Martyrologe hiéronymien,. Il était célébré au 1er janvier. |
|                 | Saint Lupicin (Lupicinus, hiéromartyr),                | « Reçoit la couronne du martyre à Saint-Laul-Trois-Châteaux sous l'empereur Aurélien, le 14 décembre ». Mentions dans le Regeste dauphinois (période 189 à 197). Célébré le 1er juillet. Marqué le 14 décembre, au Martyrologe hiéronymien. |
| v. 374 / v. 400 | Saint Simplide/Simplice (Simplides/Simplicius),        | Attesté au concile de Turin (398),, aurait fait valoir ses droits auprès du concile de Turin. Chevalier mentionne Simplide (fin du IIIe siècle) et Simplice (début du Ve siècle), d'après une lettre du pape (v. 417). Célébré le 1er juillet. Célébré le 11 février (Bollandistes) également au XIIIe siècle (ms. CP 601). |
|                 | Saint Paschase (Paschasius),                           | Célébré le 1er juillet. |
| v. 441/442      | Saint Claude (Claudius),                               | Attesté lors des conciles d'Orange (441) et de Vaison (442),. Célébré le 1er juillet. Marqué le 1er juin, au Martyrologe et (Bollandistes),. |
|                 | Saint Nectaire (Nectarius),                            | Célébré le 1er juillet. Marqué le 5 mai, au Martyrologe hiéronymien, le 1er août (Bollandistes), au XIIIe siècle (ms. CP 601). |
| v. 449          | Saint Nicétas ou Nizier (Nicet, Nicetas)               | Attesté en 449 dans une lettre du pape saint Léon,. Célébré le 1er juillet. Marqué le 5 mai, au Martyrologe hiéronymien, il était fêté le 5 mai (Bollandistes). |

### Évêques métropolitains de la période mérovingienne
Cette liste poursuit la présentation traditionnelle, établie par Adon de Vienne (799-875), complétée ou amendée notamment par les travaux de Chevalier (1879), de Duchesne (1894) ou encore Lucas (2018).
Vers v. 450, le diocèse de Vienne a à sa tête un évêque métropolitain.
| Dates mentions           | Nom(s)                                                                         | Éléments biographiques (célébration) |
| ------------------------ | ------------------------------------------------------------------------------ | --- |
| v. 460 — † v. 475/476    | Saint Mamert (Mamertus),                                                       | Attesté aux conciles d'Arles (463 et 474), probablement mort vers 475. Un des saints de glace, célébré le 11 mai, dès le XIIIe siècle (ms. CP 601) ; |
| — † v. 490               | Saint Isice/Hésychius I (Isique, Isicius, Hesychius),                          | Père et prédécesseur d'Avit, appartenant à une famille de la noblesse sénatoriale. XIIIe siècle fêté le 16 mars (ms. CP 601). |
| v. 490 — † v. 518/525.   | Saint Avit (Avitus),                                                           | Appartenant à une famille de la noblesse sénatoriale. Succède à son père vers 490. Préside le concile d'Épaone (517) ; meurt vers 518 ou 525. Célébré le 4 février. |
| v. 518/525 — v. 530      | Saint Julien (Iulianus),                                                       | Assista au concile de Lyon (entre 518-523) et celui d'Orléans (533). Célébré le 22 avril au XIIIe siècle (ms. CP 601). |
| v. 534                   | Saint Domnin (Domninus),                                                       | Connu par une inscription. Célébré le 3 novembre . |
| v. 540                   | Saint Pantagathe (Pantagathus),                                                | Ancien magistrat (questeur) selon son épitaphe, assiste au concile d'Orléans (538),. Célébré le 17 avril (Bollandistes), au XIIIe siècle (ms. CP 601). |
| v. 549/553               | Saint Isice/Hésychius II (Hesychius/Hésychius, Isicius/Isichius, Isique),      | Assiste aux conciles d'Orléans (549) et de Paris (553),. Célébré le 12 novembre au XIIIe siècle (ms. CP 601). |
| † 559                    | Saint Namatius, Naamatius Namat/Naamat/Namase,                                 | Meurt en 559 (épitaphe), selon Duchesne. Chevalier donnait v. 567,. Inscrit dans le Bréviaire au 17 novembre, célébré au XIXe siècle le 3 novembre, dans la fête collective qui avait pour titre Fêtes des saints évêques de Vienne. |
| v. 570 — † v. 580        | Saint Philippe (Philippus),                                                    | Participation à plusieurs conciles (Lyon, celui de Paris),. Chevalier le donne pour mort en 580. Célébré le 3 mai (Bollandistes) |
| v. 581 — † 586           | Saint Évance/Evance (Evantius),                                                | Participation à plusieurs conciles, mais qui diffèrent selon les auteurs,. Célébré le 3 février (Bollandistes). |
| v. 586 — v. 596          | Saint Vère II (III) (Verus),                                                   | Succède au précédent en 586, relaté par Grégoire de Tours. Célébré le 13 janvier (Bollandistes). |
| avant 596 — exilé en 603 | Saint Didier dit de Vienne ou d'Autun (Desiderius),                            | Originaire d'Autun, élu évêque en 596, exilé en 603, mort martyr à Saint-Didier-sur-Chalaronne,. Mentions dans le Regeste dauphinois (596). Assassiné un 23 mai (611). translation de ses reliques vers 615. Célébré le 23 mai,. |
| 603 — † v. 617/620       | Saint Domnole (Domnolus),                                                      | Assiste au concile de Paris (614), mentionné par la Vita Rusticulae, qu'il a défendue au concile,. Chevalier le donnait pour mort vers 617. Célébré le 16 juin (Bollandistes). |
|                          | Saint Éthére (Aetherius),                                                      | Mentionné dans la Vita Desiderii episcopi Viennensis « comme ayant siégé après lui ». Chevalier le donne comme celui ayant fait transférer les reliques de St. Didier. Célébré le 14 juin (Bollandistes), le 15 juin au XIIIe siècle (ms. CP 601). |
|                          | Saint Clarent (Clarentius),                                                    | Célébré le 25 avril (Bollandistes), ainsi qu'au XIIIe siècle (ms. CP 601). |
| v. 625 — v. 650          | Saint Syndulphe/Landalène (Sindulphe, Syndulphus, parfois signait Landolenus), | Siège au concile de Clichy (626-627) et de Chalon (650), selon Duchesne. Chevalier le donne présent au concile de Reims (625). Duchesne indique que Syndulphe et Landalène sont les mêmes personnages (« Il portait aussi le nom de Landolenus »), tandis que Chevalier les distingue. Célébré le 10 décembre, ainsi qu'au XIIIe siècle (ms. CP 601). |
|                          | Saint Édicte Edictus/Hedictus,                                                 | Célébré le 23 octobre (Bollandistes), ainsi qu'au XIIIe siècle (ms. CP 601). |
| v. 654 — v. 664          | Saint Caldéolde Chaoaldus,                                                     | Appose sa signature sur des privilèges en 654 et 664,. Célébré le 14 janvier (Bollandistes) |
|                          | Saint Dodolin Dodolenus                                                        | Non mentionné par Chevalier. Fêté le 1er avril ; attestation dès le XIIIe siècle (ms. CP 601) ; le même calendrier mentionne une fête de saint Dobolin évêque de Vienne le 26 mai. |
|                          | Saint Bobolin Ier Bobolinus,                                                   | Célébré le 14 juin (Bollandistes) |
|                          | Saint Georges Georgius,                                                        | Fêté le 2 novembre, au XIIIe siècle (ms. CP 601). |
|                          | Saint Déodat Deodatus,                                                         | Placé après Blidramne et Agrat, selon Chevalier. Célébré le 15 octobre (Bollandistes) |
| † v. 691                 | Saint Blidramne Blidrannus,                                                    | Mentionné dans un diplôme de Thierry III, déposant l'évêque usurpateur d'Embrun Chramlin, de 680,. Adon le donne pour mort le 22 janvier 691. Fêté le 22 janvier, au XIIIe siècle (ms. CP 601). |
| v. 691                   | Saint Agrat                                                                    | Non mentionné par Duchesne. Célébré le 14 octobre (Bollandistes), au XIIIe siècle (ms. CP 601). |
|                          | Saint Éoalde Eoldus,                                                           | « Adon lui attribue la construction de la crypte de Saint-Maurice et le changement de vocable de la cathédrale. Il le dit parent des rois francs. », |
|                          | Eobolinus ou Saint Bobolin II                                                  | Bobolin serait mort v. 718. Célébré le 26 mai (Bollandistes). |
| v. 719 — v. 742 (?)      | Saint Austrebert Austrobertus,                                                 | Aurait reçu une lettre du pape Grégoire II (719) et de Zacharie (742). Célébré le 5 juin (Bollandistes), au XIIIe siècle (ms. CP 601). |

### Archevêques de la période carolingienne
Wilicaire (Wilicarius) obtient le Pallium du pape Grégoire III (731-741). Quelques décennies plus tard, la domination carolingienne amène l'usage du titre d'archevêque, après que les évêques métropolitains aient obtenu le droit de convoquer les conciles provinciaux. Cette liste se poursuit avec la présentation traditionnelle établie jusqu'à Adon de Vienne,.
| Dates mentions                                               | Nom(s)                                                | Éléments biographiques (célébration) |
| ------------------------------------------------------------ | ----------------------------------------------------- | --- |
| v. 740 — 752 (résigne)                                       | Saint Willicaire, Wilicaire (Wilicarius),             | Reçoit le Pallium de Grégoire III (731-741). Participe au concile d'Attigny (765),. Résigne vers 752 et se retire à Agaune,. |
| 752 — v. 767                                                 | Sede vacante                                          | |
| v. 767 — † 8 juin (790)                                      | Bertéric Bertericus,                                  | Adon indique qu'il a été « Élevé au siège métropolitain par Pépin le Bref, lors de son passage à Vienne (767) »,. |
|                                                              | Procule Proculus,                                     | Chevalier le place avant Bertéric. |
| v. 790 — v. 796                                              | Saint Ours Ursion, Ursus,                             | Présent au concile de Francfort (794), qui confirme la juridiction de l'archevêque. |
| v. 797 — † 15 mai 810                                        | Saint Wolfère ou Wulfer Vulferi, Vultreia,            | Originaire de Bavière. |
| v. 810 — † 22 janvier v. 841/842                             | Saint Barnard (Bernard) Bernardus,                    | Ancien abbé d'Ambronnay. Célébré le 23 janvier, au XIIIe siècle (ms. CP 601). |
| 841 — † 6/7 juillet 859 ou 860,                              | Agilmar/Aguilmar (Angilmard) Agilmarus,               | Abbé de saint-Claude (v. 832-v. 850). Mentionné du 30 décembre 842 à juin 859. |
| 859 — 860                                                    | Sede vacante                                          | |
| v. novembre 860 — † 16 décembre 875                          | Saint Adon Ado Viennensis,                            | Né vers, 799, moine, évêque attesté en novembre 860. Célébré le 16 décembre, au XIIIe siècle fêté (ms. CP 601). |
| entre le 16 décembre 875 et juin 876 — † v. 16 septembre 884 | Ottramne/Otran (Ottramnus)                            | Participe aux conciles de Ponthion (876), de Troyes (878) et de Mantaille (879),. |
| v. 886 — † 16 janvier 899                                    | Bernoin/Barnoin (Barmon, Bernuinus, Barnoinus)        | Présent à une assemblée de Châlon (886/887), préside celui de Valence (890) pour le couronnement de Louis III de Provence,, dont il sera l'archichancelier. |
| 899 — † avril 906 ou 907                                     | Rainfroi Ragenfred, Rigofridus, Ragamfredus           | Consacré le 28 janvier 899 par l'archevêque d'Embrun, il reçoit le titre de « chef des notaires du sacré Palais » (Sacri palatii nostri notaiorum summus) et obtient les fonctions d'archichancelier du roi Louis III l'Aveugle. Chevalier donne plusieurs dates pour sa mort meurt le 30 avril 907 (Notice chronologico-historique) ou le 30 avril (906) ou 16 avril (907) (Regeste dauphinois). |
| v. 907 — † 16/17 décembre 926/927                            | Alexandre Ier (Alexandri)                             | René Poupardin (1901) indique qu'il remplace Rainfroi le 19 octobre 907. Mentionné comme archevêque et archichancelier du roi Louis III l'Aveugle lors d'un synode diocésien,. Autres mentions dans le Regeste dauphinois. Le Catalogue ou Livre épiscopal le donne pour mort un 17 décembre. Chevalier l'a donné pour mort le 16 décembre 932 (Notice chronologico-historique) mais aussi le 17 décembre (926) (Regeste dauphinois). René Poupardin (1901) donne le 17 décembre de l'année 926 ou 927, admis également par Duchesne. L'année 932 de Chevalier repose sur la durée de l'épiscopat donnée par le Catalogue, 24 ans, ce qui donne pour fin 931 ou 932, or Poupardin souligne qu'il existe une mention de Sobon dans un acte du 25 décembre 927. |
| 21 décembre 926/927 — 24 février 949 (26/27 février 949/950) | Sobon (Sobonis/Sobbonis),                             | Sacré vers le 21 décembre 926 (Regeste dauphinois). Chevalier le donnait, par erreur (voir ci-dessus), pour coadjuteur (927-932) (Notice chronologico-historique). Le site de généalogie Foundation for Medieval Genealogy (FMG) le donne archevêque de 931 jusqu'en 952. Le Regeste dauphinois le donne pour moine à la fin de ses jours en 949. |
| 949 — 959                                                    | Sede vacante                                          | |
| 8 mars [957] — 21 mai [1001]                                 | Saint Thibaud de Troyes Théobald (Teutbaldum), Ubald, | Selon Chevalier, la tradition donne pour accession 952, alors que celui-ci ne la note qu'en 970,. L'historien Georges de Manteyer le cite sacré le 8 mars [957],. Participe aux conciles d'Anse de 990 et celui de 994. Le site FMG qui lui attribue le titre d'archevêque de 967 à 986 ajoute qu'il aurait succédé à son oncle Manasses de Troyes, archevêque d'Arles en 913, puis de Vienne (vers 935 — 948) avant son transfert à Milan (950/960). Fêté le 21 mai. |

### Archevêques-comtes (1023-1450)
De Burchard de Vienne en 1023 à Jean de Poitiers en 1450, les archevêques prennent également le titre de comte de Vienne, après la concession du roi Rodolphe III à l'Église de Vienne et à ses évêques du comté de Vienne. Cet acte fonde la domination cléricale temporelle et spirituelle pour les quatre siècles suivants sur la ville de Vienne érigée en Principauté ecclésiastique.
- v. 1001 — † 19 août v. 1030[13] : Bienheureux Burchard (Bouchard, Brochard)[nc 8],[19]. Demi-frère de Burchard, archevêque de Lyon[20] ;
- 3 novembre 1030/2 octobre 1031[13] — † 1070[4] : Léger (Léodégar ou Leodegarius), issu de la famille de Clérieu, administrateur de Besançon (1007/09)[21] ;
- 1070 — 1076 : Armand, abbé de Saint-Bernard[nc 9] ;
- 1077 — 1081 : Warmond, abbé de Déols[nc 9] ;
- 1082 — 1084 : Sede vacante Gontard, évêque de Valence et administrateur de Vienne[nc 9] ;
- 1088 — 1119 : Gui de Bourgogne, devenu pape sous le nom Calixte II (1119-1124)[nc 9],[22],[ch 2].
- 1121 — 1125 : Pierre Ier, doyen du Chapitre[nc 9] ;
- v. 1125 — v. 1145 : Étienne Ier ;
- 1146 — † 1147 : Humbert Ier d'Albon[nc 10],[23]
- v. 1148 — † 1155 : Hugues I, chartreux[nc 10] ;
- v. 1155 — † 1163 : Étienne II, archichancelier du royaume de Bourgogne, puis de l'Empereur[nc 10] ;
- 1163 — 1166 (?) : Guillaume I de Clermont (Maison de Clermont-Tonnerre)[nc 10] ;
- v. 1170 — 1195 : Robert de La Tour du Pin  (Famille de La Tour du Pin), moine, archichancelier de l'Empereur[nc 10] ;
- 1195 — † v. 1205 : Aynard de Moirans[nc 10] ;
- 1206 — † 1215 : Humbert II, chartreux[nc 10] ;
- 1216 — 1218 : Burnon/Bournon (Burno), abdique[nc 10] ;
- 1218 — † 1266 : Jean Ier de Bernin (de Bournain), légat du pape[nc 11],[ch 3] ;
- v. 1268 — 1278 : Guy II d'Auvergne ou de Clermont[nc 11],[ch 4] ;
  - 1278 — 1283 : Sede vacante Amédée de Roussillon, évêque de Valence et administrateur de Vienne[nc 11] ;
- 1283 — v. 1305 : Guillaume de Livron, dit aussi de Valence ;
- 1306 — 1317 : Briand de Lavieu (parfois Lagnieu) ;
- 1319 — 1320 : Simon d'Archiac, cardinal[23] ;
- 1321 — 1327 : Guillaume III de Laudun, devenu ensuite archevêque de Toulouse (1327) ;
- 1327 — † 1352 : Bertrand de La Chapelle[ch 5] ;
- 1352 — 1362 : Pierre II Bertrand ;
- 1362 — 1363 : Pierre III de Gratia, devenu ensuite archevêque de Naples (1363) ;
- 1363 — 1377 : Louis de Villars ;
- 1377 — 1395 : Humbert III de Montchal ;
- 1395 — 1405 : Thibaud II de Rougemont, devenu ensuite archevêque de Besançon (1405) ;
- 1405 — 1423 :Jean II de Nant, devenu ensuite archevêque de Paris (1423) ;
- 1423 — 1438 : Jean III de Norry ;
- 1440 — 1444 : Geoffroy de Vassali, devenu ensuite archevêque de Lyon (1444) ;
- 1448 — v. 1452 : Jean IV de Poitiers ;
- 1452 — 1453 : Jean V du Chastel, devenu ensuite évêque de Nîmes (1453) ;
- 1453 — 1473 : Antoine I de Poisieu(x) († 1495) ;
- 1473 — 1480 : Guy III de Poisieu (Poisieux) ;
- 1480 — 1482 : Astorge Aimery ;
- 1482 — 1495 : Angelo Catho de Supino ;
- 1496 — 1506 : Antoine III de Clermont († 1509) (Maison de Clermont-Tonnerre).

### Archevêques modernes
- Federico Sanseverino (Frédéric de Saint-Severin) 1506-1515, cardinal
- Alessandro Sanseverino (Alexandre de Saint-Severin) 1515-1527
- Scaramuccia Trivulzio 1527, cardinal
- Pierre IV Palmier (Paumier) 1528-1554
- Charles de Marillac 1557-1560, précédemment évêque de Vannes (1557)
- Jean de La Brosse 1561-1567 ou 1569
- Vespasien Gribaldi  1569-1575
- Pierre V de Villars 1576-1587, précédemment évêque de Mirepoix
- Pierre VI de Villars 1587-1598, neveu du précédent, précédemment évêque de Mirepoix
- Jérôme de Villars 1598-1626, neveu du précédent
- Pierre VII de Villars 1626-1662, cousin du précédent
- Henri Ier de Villars 1662-1693, neveu du précédent
- Armand de Montmorin de Saint-Hérem 1694-1713
- François de Berton des Balbes de Crillon 1714-1720
- Henri-Oswald de La Tour d'Auvergne 1721-1745
- Christophe de Beaumont du Repaire  1745-1746, devenu ensuite archevêque de Paris (1746)
- Jean d'Yse de Saléon 1747-1751, précédemment évêque de Rodez
- Guillaume d'Hugues 1751-1774
- Jean-Georges Lefranc de Pompignan 1774-1789
- Charles François d'Aviau du Bois de Sanzay  1790-1801, dernier archevêque de Vienne en Dauphiné.

### Suppression du diocèse
L'archevêché est supprimé par la Constituante (1790) et remplacé partiellement par l'évêché de Grenoble.

### Regeste dauphinois(1912-1926)
1. ↑  Regeste dauphinois, p. 3, Tome 1, Fascicules 1-3, Acte no 8 (présentation en ligne).
2. ↑  Regeste dauphinois, p. 3-5, Tome 1, Fascicules 1-3, Actes no 10, vers 190/194 ou 189/v.199, 197 (présentation en ligne) ; no 16, vers 190/194 ou 189/v.199, 197 (présentation en ligne).
3. ↑  Regeste dauphinois, p. 17, Tome 1, Fascicules 1-3, Acte no 81, août (449) (présentation en ligne).
4. ↑  Regeste dauphinois, p. 17, Tome 1, Fascicules 1-3, Acte no 85, 6 janvier (450) (présentation en ligne).
5. 1 2  Regeste dauphinois, p. 69, Tome 1, Fascicules 1-3, Actes no 415 et no 416, Épitaphe 17 novembre (v. 567 et après 567) (présentation en ligne).
6. 1 2  Regeste dauphinois, p. 77-79, Tome 1, Fascicules 1-3, Actes no 453 (juillet 596), no 456/no 457/no 459 (599), no 466 (601), no 471 (avant 611), no 472 le 23 mai (611) (présentation en ligne).
7. ↑  Regeste dauphinois, p. 81, Tome 1, Fascicules 1-3, Acte no 478 (11 février 615) (présentation en ligne).
8. ↑  Regeste dauphinois, p. 77-79, Tome 1, Fascicules 1-3, Acte no 476 (613/620) (présentation en ligne).
9. ↑  Regeste dauphinois, p. 169, Tome 1, Fascicules 1-3, Acte no 994 30 avril (906) ou 16 avril (907) (présentation en ligne).
10. ↑  Regeste dauphinois, p. 169, Tome 1, Fascicules 1-3, Acte no 996 (907) (présentation en ligne).
11. ↑  Regeste dauphinois, p. 169-181, Tome 1, Fascicules 1-3, Actes no 998 (vers 908), no 998 18 juin (908), no 1017 (911/917), no 1018, no 1020 avril (912), no 1022 août (912), no 1025 18 janvier (915), no 1028 8 avril (907), no 1036 14 mai (919), no 1038, no 1039, no 1040 920, no 1042, no 1043, no 1048 921, no 1049, no 1052 (923), no 1056, no 1061 924, no 1064, no 1069 925, no 1065, no 1070, no 1073, no 1074 926,  (présentation en ligne).
12. ↑  Regeste dauphinois, p. 169, Tome 1, Fascicules 1-3, Acte no 1074 17 décembre (926) (présentation en ligne).
13. ↑  Regeste dauphinois, p. 169, Tome 1, Fascicules 1-3, Acte no 1075 21 décembre 926 (présentation en ligne).
14. ↑  Regeste dauphinois, p. 202, Tome 1, Fascicules 1-3, Acte no 1197, 949 (présentation en ligne).
15. ↑  Regeste dauphinois, p. 221, Tome 1, Fascicules 1-3, Acte no 1318 (présentation en ligne).
16. ↑  Regeste dauphinois, p. 209, Tome 1, Fascicules 1-3, Acte no 1247 (présentation en ligne).

### Fastes épiscopaux de l'ancienne Gaule(1894)
1. 1 2 3 4 5 6 7  Duchesne, 1894, p. 145-150 (présentation en ligne).
2. 1 2 3  Duchesne, 1894, p. 151-162 (présentation en ligne).
3. 1 2 3  Duchesne, 1894, p. 162-166 (présentation en ligne).
4. 1 2 3  Duchesne, 1894, p. 166-179 (présentation en ligne).
5. 1 2 3 4 5 6 7 8 9 10 11 12 13 14 15 16 17 18 19 20 21 22  Duchesne, 1894, p. 146 (présentation en ligne).
6. 1 2 3 4 5 6 7 8  Duchesne, 1894, p. 147 (présentation en ligne).
7. 1 2 3 4 5 6 7 8 9 10 11 12 13 14 15 16 17 18 19  Duchesne, 1894, p. 148 (présentation en ligne).
8. 1 2 3 4 5 6 7 8 9 10 11 12 13 14 15 16 17 18 19 20 21 22 23 24  Duchesne, 1894, p. 149 (présentation en ligne).
9. 1 2 3 4 5 6 7 8 9 10 11  Duchesne, 1894, p. 150 (présentation en ligne).

### Notice chronologico-historique sur les archevêques de Vienne(1879)
1. 1 2 3  Notice chronologico-historique, 1879, p. 3-5 (présentation en ligne).
2. 1 2 3 4 5 6 7 8 9 10 11 12 13 14 15 16  Notice chronologico-historique, 1879, p. 5 (présentation en ligne).
3. 1 2 3 4 5 6 7 8 9 10 11 12 13 14 15 16 17 18  Notice chronologico-historique, 1879, p. 6 (présentation en ligne).
4. 1 2 3 4 5 6 7 8 9 10 11  Notice chronologico-historique, 1879, p. 7 (présentation en ligne).
5. 1 2 3 4 5 6 7 8 9 10 11 12 13 14 15 16 17 18 19 20 21 22 23 24 25 26 27 28 29 30  Notice chronologico-historique, 1879, p. 8 (présentation en ligne).
6. 1 2 3 4 5 6 7 8 9 10 11 12 13 14 15 16 17 18 19 20 21 22 23 24 25 26 27 28 29 30  Notice chronologico-historique, 1879, p. 9 (présentation en ligne).
7. 1 2 3 4 5 6 7 8 9  Notice chronologico-historique, 1879, p. 10 (présentation en ligne).
8. 1 2 3 4 5 6 7 8 9 10 11 12  Notice chronologico-historique, 1879, p. 11 (présentation en ligne).
9. 1 2 3 4 5  Notice chronologico-historique, 1879, p. 12 (lire en ligne).
10. 1 2 3 4 5 6 7 8  Notice chronologico-historique, 1879, p. 13 (lire en ligne).
11. 1 2 3  Notice chronologico-historique, 1879, p. 14 (lire en ligne).

### Catholic-hierarchy.org
1. ↑  catholic-hierarchy.org, p. Archbishop St. Bernard †.
2. ↑  catholic-hierarchy.org, p. Pope Callistus II — Archbishop Guy de Bourgogne †.
3. ↑  catholic-hierarchy.org, p. Archbishop Jean de Bournain †.
4. ↑  catholic-hierarchy.org, p. Archbishop Guy d’Auvergne †.
5. ↑  catholic-hierarchy.org, p. Archbishop Bertrand de La Chapelle †.

### Autres références
1. 1 2 3 4 5 6 7 8 9 10 11 12 13  André Pelletier, Vienna, Vienne, Presses universitaires de Lyon, coll. « Galliæ civitates », 2001, 188 p. (ISBN 978-2-7297-0677-7, lire en ligne), p. 161-162.
2. 1 2 3 4 5 6 7 8 9 10 11 12 13 14 15  René Poupardin, Le Royaume de Provence sous les Carolingiens, 855-933, Paris, Librairie Émile Bouillon, 1901, 468 p. (lire en ligne), p. 251-254, Appendice n°8.
3. ↑  Documents inédits relatifs au Dauphiné, Grenoble (Impr. de Prudhomme), t. II, 1868 , pp. 1-13.
4. 1 2 3 4 5 6 7 8 9 10 11 12 13 14 15 16 17 18 19 20 21 22 23  Gérard Lucas, Vienne dans les textes grecs et latins : Chroniques littéraires sur l'histoire de la cité, des Allobroges à la fin du Ve siècle de notre ère, MOM Éditions, coll. « Travaux de la Maison de l’Orient et de la Méditerranée », 2018, 345 p. (ISBN 978-2-35668-185-0, lire en ligne), pages 247-270 : « Adon de Vienne, Chronique », notamment le « Tableau récapitulatif de la liste des évêques de Vienne jusqu'à Avit ».
5. 1 2 3 4  André Pelletier, Vienna, Vienne, Presses universitaires de Lyon, coll. « Galliæ civitates », 2001, 188 p. (ISBN 978-2-7297-0677-7, lire en ligne), p. 163.
6. ↑  Gérard Lucas, Vienne dans les textes grecs et latins : Chroniques littéraires sur l'histoire de la cité, des Allobroges à la fin du Ve siècle de notre ère, MOM Éditions, coll. « Travaux de la Maison de l’Orient et de la Méditerranée », 2018, 345 p. (ISBN 978-2-35668-185-0, lire en ligne), p. 389.
7. 1 2 3 4 5 6 7 8 9 10 11 12 13 14 15  « Histoire — Section « Les grandes figures du diocèse de Grenoble et Vienne » », sur le site du Diocèse de Grenoble-Vienne - www.diocese-grenoble-vienne.fr (consulté en avril 2020).
8. ↑  Voir par exemple cette présentation des saints pour le 5 mai du calendrier ecclésiastique, sur forum-orthodoxe.com.
9. 1 2 3 4  Catherine Santschi, « Avit (saint) » dans le Dictionnaire historique de la Suisse en ligne, version du 20 décembre 2002.
10. 1 2  Ansgar Wildermann, « Willicaire (740 - 762) » dans le Dictionnaire historique de la Suisse en ligne, version du 8 avril 2013.
11. ↑  Georges de Manteyer, La Provence du premier au douzième siècle : études d'histoire et de géographie politique (vol.1), Paris, Picard, 1908, 987 p. (lire en ligne), p. 456.
12. 1 2 3  René Poupardin, Le Royaume de Provence sous les Carolingiens, 855-933, Paris, Librairie Émile Bouillon, 1901, 468 p. (lire en ligne), p. 158.
13. 1 2 3 4  Georges de Manteyer, « Les origines de la maison de Savoie en Bourgogne (910-1060) », dans Mélanges de l'école française de Rome, 1899 (lire en ligne), chap. 19, p. 363-540
14. 1 2  (en) Charles Cawley, « Sobon », sur fmg.ac/MedLands (Foundation for Medieval Genealogy) (consulté en avril 2020)
15. 1 2  (en) Charles Cawley, « Archibishops of Vienne - Thibaut de Troyes », sur Foundation for Medieval Genealogy (consulté en mai 2020)
16. ↑  Georges de Manteyer, « Les origines de la Maison de Savoie. Notes additionnelles », Le Moyen Âge, revue d'histoire et de philologie,‎ 1901, p. 257 et suivantes, p.437 et suivantes (lire en ligne).
17. ↑  (en) Charles Cawley, « Manasses de Troyes », sur fmg.ac/MedLands (Foundation for Medieval Genealogy) (consulté en avril 2020).
18. ↑  Voir saint Thibaud de Vienne sur Nominis.
19. ↑  (en) Charles Cawley, « Bouchard », sur fmg.ac/MedLands (Foundation for Medieval Genealogy) (consulté en avril 2020).
20. ↑  Gilbert Coutaz, « Burchardus (le Vénérable ou le Grand) » dans le Dictionnaire historique de la Suisse en ligne, version du 3 novembre 2004.
21. ↑  (en) Charles Cawley, « Léger », sur fmg.ac/MedLands (Foundation for Medieval Genealogy) (consulté en avril 2020).
22. ↑  (en) Charles Cawley, « Guy de Bourgogne », sur fmg.ac/MedLands (Foundation for Medieval Genealogy) (consulté en avril 2020).
23. 1 2  (en) Charles Cawley, « Humbert d'Albon », sur fmg.ac/MedLands (Foundation for Medieval Genealogy) (consulté en avril 2020).